# 兴十四镇
兴十四镇，原名音河镇，是中华人民共和国黑龙江省齐齐哈尔市甘南县下辖的一个乡镇级行政单位。

## 行政区划
兴十四镇下辖以下地区：
兴业村、兴农村、山湾村、兴武村、音河村和兴十四村。